# Palazzo Donà a Sant'Aponal
Palazzo Donà a Sant'Aponal, spesso noto con il semplice nome di Palazzo Donà o Palazzo Donà dalle Trezze, è un edificio sito nella città di Venezia, più precisamente localizzato nel sestiere di San Polo. Si affaccia sul Canal Grande tra Palazzo Papadopoli e Palazzo Donà della Madoneta.

## Storia
Il palazzo risulta essere in assoluto uno dei più antichi della città: fu fondato verso la metà del XIII secolo. Sappiamo per certo che nel 1314 esso era di proprietà di tal Michele Zancani, il quale nel proprio testamento lo descrive accuratamente e lo divide tra quattro dei suoi cinque figli.
Nel XV secolo il palazzo venne completamente e pesantemente ristrutturato. Altri interventi risalenti al XVII secolo fecero scomparire ogni riferimento alla forma originale, mentre la sopraelevazione è certamente posteriore.

## Descrizione
L'edificio originale era noto per la sua straordinaria grandezza: la facciata era lunga 21 metri mentre il palazzo si estendeva verso l'interno per circa 60 metri. Si apriva sul Canal Grande con nove imponenti volte, di cui cinque utilizzate come magazzini e quattro per  conservare i vini. Anche le facciate laterali erano contraddistinte da volte: il lato sinistro ne ospitava sei e quello destro sette. Tutte le volte sono state però chiuse.
Ogni piano nobile era contraddistinto da un importante portego illuminato da un'ampia fenestratura, oggi ridotta in entrambi i casi a semplice pentafora. Il secondo piano nobile appare più importante del primo: le ogive della polifora sono infatti decorate da splendidi capitelli quattrocenteschi, due ornati a paniere e due in stile corinzio, da quattro formelle verticali, da una patera e da un'importante cornice marcapiano superiore in chiaro ed eccellente stile veneto-bizantino, scolpita a motivi floreali, che occupa tutta la larghezza della facciata.

Dettagli della facciata del palazzo fotografati da Paolo Monti nel 1969
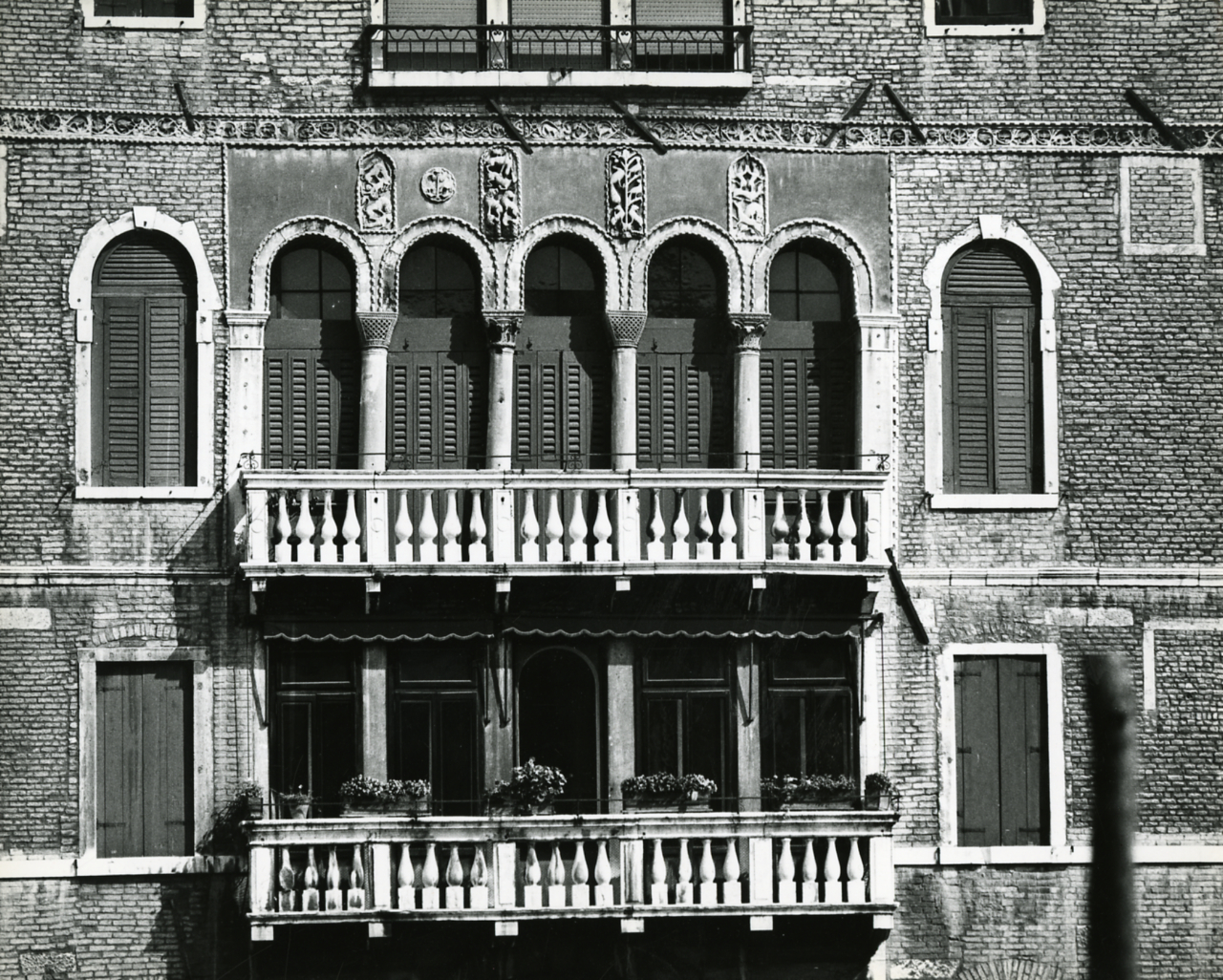
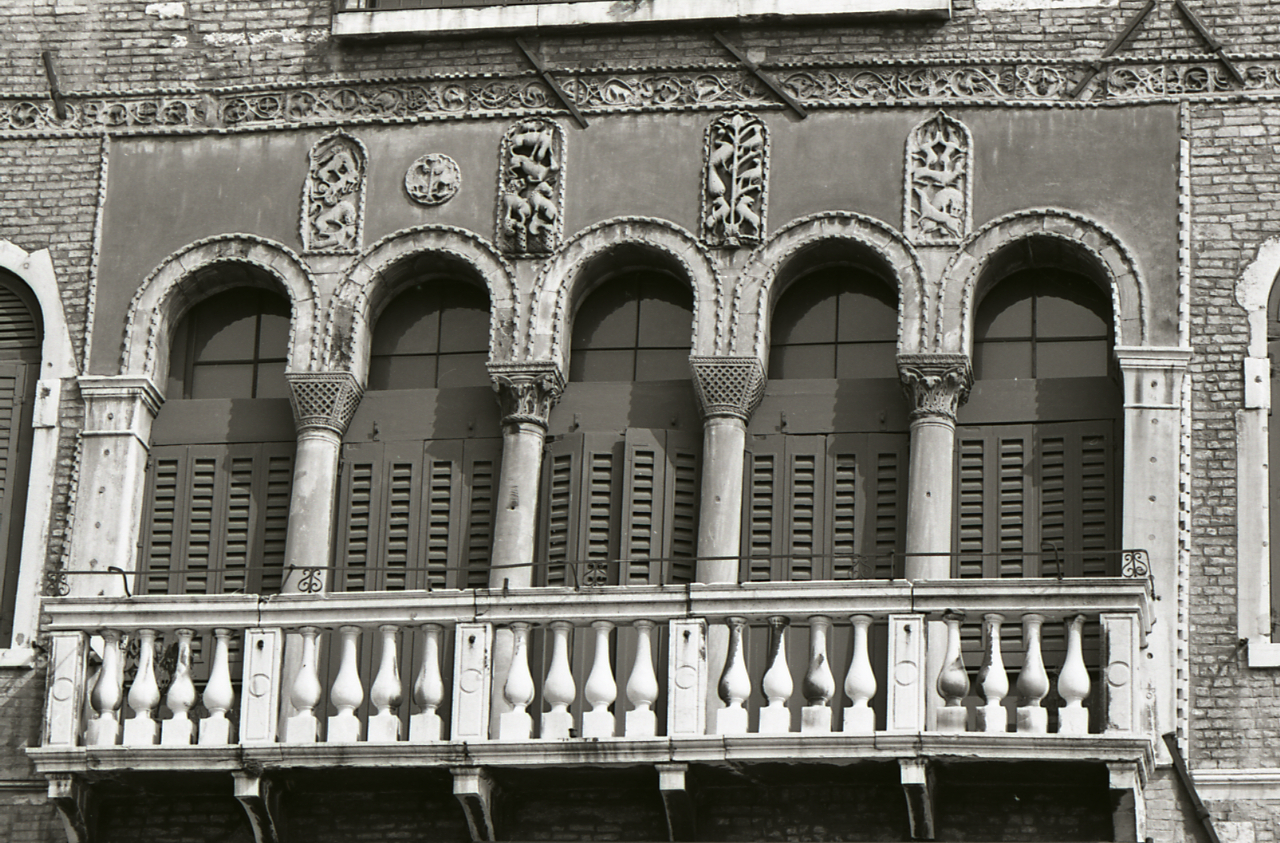